# Абдель Саттар Сабри
Абде́ль Сатта́р Сабри́ (араб. عبدالستار صبري‎; род. 19 июня 1974, Каир) — египетский футболист, игравший на позиции атакующего полузащитника.

## Карьера

### Клубная
Атакующий полузащитник Сабри дебютировал в команде «Аль-Мокавлун» в 1994 году. В 1997 году он переехал в Австрию, где играл за «Тироль». В последующие годы он играл также за греческий ПАОК, португальские «Бенфику», «Маритиму» и «Эштрелу», но нигде надолго не задерживался. Наконец, в 2004 он перешёл в египетский клуб ЕНППИ и, поиграв там несколько месяцев, присоединился к «Тала Аль Гаиш». В этой команде он провёл все последующие пять сезонов до завершения карьеры.

### В сборной
Сабри дебютировал в сборной Египта в матче против Анголы в 1995 году. В 1995 он участвовал во Всеафриканских Играх, а в 1998 в Кубке африканских наций.